# تاینینگ کانتی
تاینینگ کانتی (به لاتین: Taining County) یک شهرستان در جمهوری خلق چین است که در سانمینگ واقع شده‌است.

## خصوصیات
تاینینگ کانتی ۱٬۵۳۵ کیلومترمربع مساحت و ۱۳۰٬۰۰۰ نفر جمعیت دارد.